# Mourning in America and Dreaming in Color
Albums de Brother Ali
The Bite Marked Heart
(2012) Left in the Deck
(2013)
Mourning in America and Dreaming in Color est le cinquième album studio de Brother Ali, sorti le 18 septembre 2012.
L'album s'est classé 5e au Top Rap Albums, 6e au Top R&B/Hip-Hop Albums, 10e au Top Independent Albums et 44e au Billboard 200, et s'est vendu à 10 000 exemplaires la semaine de sa sortie aux États-Unis.

## Liste des titres
| No  | Titre                                            | Contient un (des) sample(s) de                      | Durée |
| --- | ------------------------------------------------ | --------------------------------------------------- | ----- |
| 1.  | Letter to My Countrymen (featuring Cornel West)  |                                                     | 4:04  |
| 2.  | Only Life I Know                                 |                                                     | 4:01  |
| 3.  | Stop the Press                                   |                                                     | 4:01  |
| 4.  | Mourning in America                              |                                                     | 4:08  |
| 5.  | Gather Round (featuring Amir Sulaiman)           |                                                     | 4:39  |
| 6.  | Work Everyday                                    |                                                     | 3:45  |
| 7.  | Need a Knot                                      |                                                     | 2:45  |
| 8.  | Won More Hit                                     |                                                     | 3:43  |
| 9.  | Say Amen                                         |                                                     | 2:59  |
| 10. | Fajr                                             |                                                     | 3:51  |
| 11. | Namesake                                         |                                                     | 2:10  |
| 12. | All You Need                                     | Right Now de Gladys McFadden and the Loving Sisters | 3:14  |
| 13. | My Beloved (featuring Choklate et Tone Treazure) |                                                     | 3:58  |
| 14. | Singing This Song                                |                                                     | 4:22  |
| 15. | Just Fine                                        |                                                     | 4:18  |
| 16. | Dreaming in Color                                |                                                     | 3:25  |